# Кучері Будди

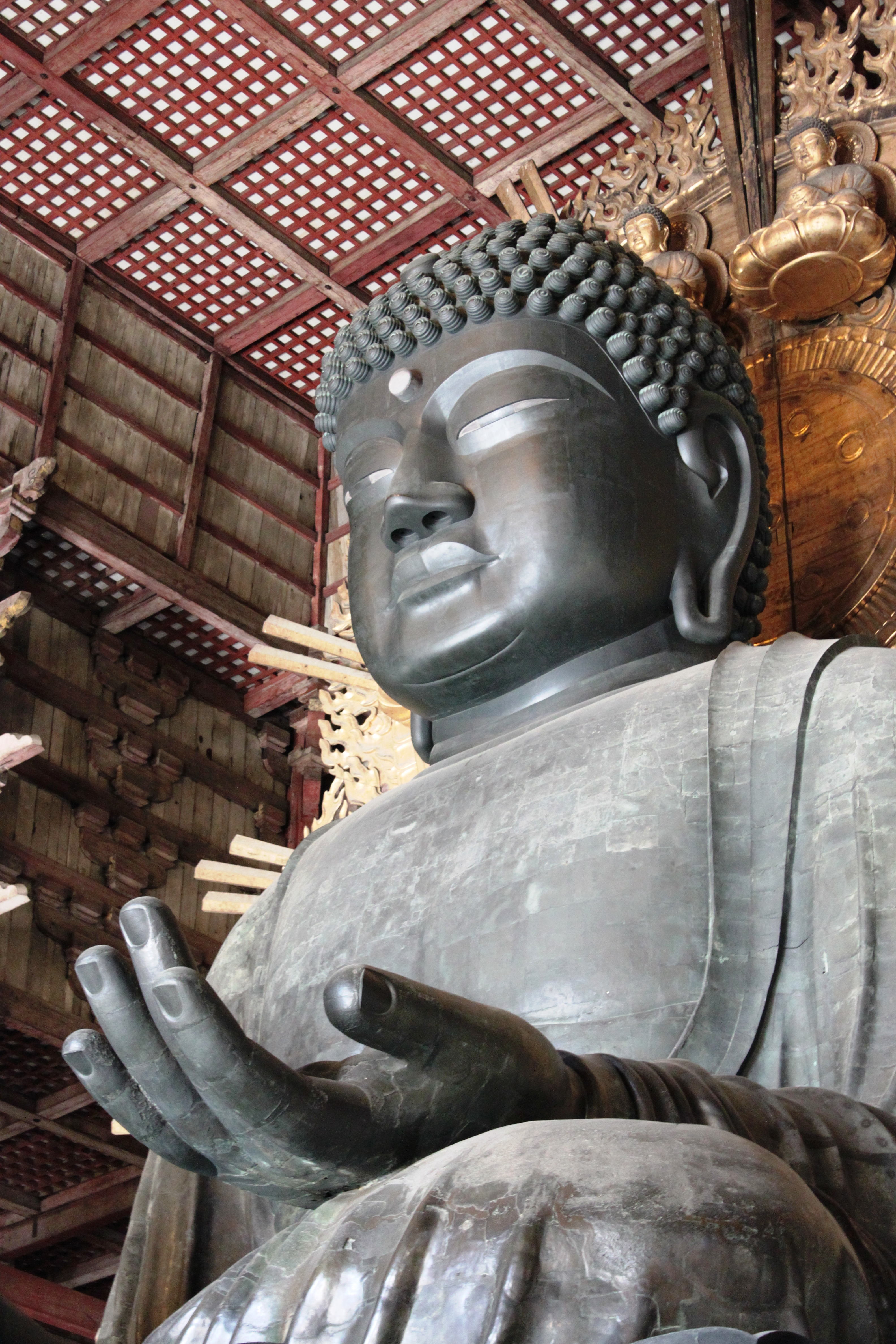
Кучері будди Вайрочани

Кучері Будди (яп. 螺髪, らはつ / らほつ, рахацу / рахоцу) — в буддистському образотворчому мистецтві назва волосся будди. Дослівно означає «мушлі-кучері». Одна з 32 ознак просвітленості будди, символ безмежної мудрості носія. Як правило зображаються у вигляді мушель равлика, закручених праворуч. Кількість завитків необмежена. Наприклад, великий будда Вайрочана з монастиря Тодайдзі має на голові 966 завитків, а великий Камакурський будда Аміда — 656.